# Sudan (rinoceronte)

Sudan nel 2010, presso la riserva naturale di Ol Pejeta

Sudan (1973 – 19 marzo 2018) è stato un esemplare di rinoceronte bianco settentrionale (Ceratotherium simum cottoni) che ha vissuto nello zoo di Dvůr Králové, nella Repubblica Ceca dal 1975 al 2009, e il resto della sua vita all'interno della riserva naturale di Ol Pejeta, nel distretto di Laikipia, in Kenya. Alla sua morte, avvenuta nel marzo del 2018, quando gli fu praticata l'eutanasia per "complicazioni dovute all'età", Sudan era uno degli ultimi tre rinoceronti bianchi settentrionali rimasti al mondo, nonché l'unico esemplare maschio appartenente a questa sottospecie.

## La cattura
Nel febbraio 1975, un gruppo di sei rinoceronti bianchi settentrionali, tra cui figurava Sudan, che all'epoca aveva due anni, fu catturato nel parco nazionale di Shambe, in Sudan, da parte di alcuni cacciatori che lavoravano per il circo Chipperfield e che erano stati assoldati da Josef Vágner, l'allora direttore dello zoo cecoslovacco Dvůr Králové. Oltre a Sudan, il gruppo comprendeva un altro maschio, Saut, e quattro femmine: Nola, Nuri, Nadi e Nesari.
All'epoca, il numero di rinoceronti bianchi settentrionali esistenti in natura si aggirava già attorno ai soli 700 esemplari, e sia lo zoo di Dvůr Králové, che già aveva la più grande collezione di fauna africana al di fuori dell'Africa, sia i loro partner del circo Chipperfield furono decisamente criticati per la cattura, dato che molti ambientalisti ritenevano che l'unico modo per poter preservare una sottospecie già rara era solamente quello di lasciare gli animali liberi nel loro habitat naturale.

## La vita nella Repubblica Ceca
Nel 1975, il gruppo di sei rinoceronti bianchi settentrionali fu dunque trasportato fino allo zoo di Dvůr Králové; due anni più tardi, ad esso si aggiunse Nasima, un esemplare originario dell'Uganda proveniente dal parco safari Knowsley, vicino a Prescot, in Inghilterra, e poco dopo Saut fu dato in prestito allo zoo di San Diego, negli Stati Uniti d'America.

### Allevamento in cattività
Dopo il 1980, i rinoceronti bianchi settentrionali furono letteralmente spazzati via dall'Uganda e dal Sudan, tanto che erano rimasti solo 13 esemplari, tutti nel parco nazionale di Garamba, nell'odierna Repubblica Democratica del Congo. Un gruppo di specialisti della conservazione in cattività dell'Unione internazionale per la conservazione della natura (IUCN) si incontrò quindi nel 1986 nello zoo di Dvůr Králové per cercare di trovare una soluzione per preservare il sempre minor numero di rinoceronti bianchi settentrionali. Gli sforzi fatti per salvare la sottospecie di rinoceronti inclusero l'importazione di Ben, un altro vecchio maschio, da Londra, e il ritorno di Saut da San Diego, nel 1998. Un altro tentativo fu quello di unire al gruppo di Dvůr Králové alcuni rinoceronti bianchi meridionali, ma l'esperimento non ebbe troppo successo. Infine si decise di svolgere anche diversi interventi chirurgici al fine di estrarre alcuni ovuli dalle femmine, in modo da poterli preservare assieme allo sperma dei maschi, incluso quello di Sudan.

### Prole
Sudan diventò padre di tre cuccioli, nel suo periodo in Repubblica Ceca, uno dei quali lo rese poi anche nonno. I suoi figli furono Nabire, nata da lui e da Nasima il 15 novembre 1983 e morta allo zoo di Dvůr Králové nel luglio del 2015, Najin, concepita sempre con Nasima, nata nel 1989, che nel 2009 fu trasportata nella riserve di Ol Pejeta assieme a lui e che lo rese nonno di Fatu, e un terzo cucciolo nato prematuramente e quindi morto poco dopo.

### La crisi dell'allevamento in cattività
Poco dopo il 2000, i rinoceronti ospitati al Dvůr Králové divennero troppo vecchi, e dopo quell'anno non ci furono più nascite di rinoceronti bianchi settentrionali nel mondo.
Il penultimo rinoceronte bianco settentrionale maschio a morire fu Angalifu, che viveva nello zoo di San Diego assieme a una femmina, Nola, e che si spense il 14 dicembre 2014. Angalifu morì ben oltre la data in cui aveva smesso di essere fertile, tanto che, anche con quest'ultimo in vita, Sudan era comunque l'unico rinoceronte bianco settentrionale maschio fertile di tutto al mondo (il penultimo maschio fertile, Suni, era morto nell'ottobre 2014).
Nel giugno 2008 ci fu un nuovo incontro presso lo zoo di Dvůr Králové volto a decidere quali passi intraprendere per salvare la sottospecie. Questa volta all'incontro parteciparono membri del gruppo specialisti di rinoceronti africani della IUCN, dell'Associazione Mondiale di zoo e acquari (WAZA), dell'istituto Leibniz per la salvaguardia della natura di Berlino (IZW) e dell'Associazione Europea di zoo e acquari (EAZA). Proprio questi ultimi raccomandarono lo spostamento del gruppo di Sudan dalla Repubblica Ceca all'Africa ma molte furono le obiezioni, basate soprattutto sul fatto che le organizzazioni di esperti del settore risiedevano in Europa e che i tentativi di inseminazione artificiale avrebbero potuto essere condotti più agevolmente in Repubblica Ceca.

## Il ritorno in Kenya

Sudan nel 2015

Alla fine, nel dicembre 2009, Sudan fu trasferito, assieme ad altri tre suoi simili, nella riserva naturale di Ol Pejeta nell'ambito del programma di allevamento chiamato "Last Chance To Survive". La speranza era che nella riserva gli animali trovassero un habitat naturale tale da promuovere un equilibrio ormonale che avrebbe favorito gli accoppiamenti. Tuttavia, tutti i tentativi di fare accoppiare Sudan nella riserva naturale di Ol Pejeta fallirono.
Uno dei tre rinoceronti che erano stati portati nella riserva con Sudan, un maschio di nome Suni, il primo della sua specie a nascere in cattività, morì nel 2014, a 34 anni, e così Sudan visse i suoi ultimi anni assieme alla figlia Najin e alla di lei figlia Fatu, controllati 24 ore al giorno per proteggerli dai bracconieri. Il bracconaggio era infatti la peggiore delle minacce per i rinoceronti, tanto che, per salvaguardarli, furono messi in campo guardie armate appositamente addestrate, cani da guardia, torrette di avvistamento, recinzioni e trasmettitori legati alle corna degli animali. Nel febbraio 2015, la riserva di Ol Pejeta lanciò una campagna di raccolta fondi su GoFundMe al fine di ottenere i soldi necessari alla messa in opere delle sopraccitate misure di guardia. Nel maggio 2015, dopo essersi messi in contatto con la dirigenza della riserva naturale, i due imprenditori pakistani Hamid Hussain e Muhammad Yaqoob hanno lanciato una campagna globale atta ad attirare l'attenzione delle persone sulla riserva di Ol Pejeta, invitando diversi rappresentanti del mondo dello spettacolo a visitare la riserva, in modo da attirare pubblico che generasse introiti da destinare sia alla fecondazione in vitro che ad altre tecniche di fecondazione artificiali che aiutassero a preservare la specie.
Nel 2017, la riserva di Ol Pejeta, d'accordo l'applicazione per incontri Tinder, creò un account Tinder per Sudan, l'ultimo maschio di rinoceronte bianco settentrionale esistente, in modo da raccogliere fondi che aiutassero a sostenere la specie. Gli utenti Tinder potevano decidere di finanziare la ricerca su tecniche di fecondazione assistita semplicemente esprimendo una preferenza per il profilo di Sudan.

### La morte
Alla fine del 2017, Sudan sviluppò un'infezione alla zampa posteriore destra. Sebbene nei mesi successivi le sue condizioni fossero migliorate, l'infezione si ripresentò nel marzo del 2018, portando a un grave peggioramento delle condizioni dell'animale nonostante le intensive cure dei veterinari. Infine, il 19 marzo 2018, Sudan fu sottoposto a eutanasia per "complicazioni dovute all'età".
Nelle settimane precedenti alla morte di Sudan, Richard Vigne, CEO della riserva di Ol Pejeta, dichiarò che "Sudan è stato tecnicamente sterile per molti anni, quindi la sua morte non andrà ad inficiare le possibilità di recupero della specie del rinoceronte bianco settentrionale".

## Tentativi di far rinascere la specie
Dopo la morte di Sudan, Jan Stejskal, il portavoce dello zoo di Dvůr Králové, dichiarò: "Dobbiamo sfruttare le fantastiche possibilità date dalle tecnologie cellulari utilizzate per conservare le specie criticamente minacciate. Può sembrare incredibile, ma grazie alle nuove tecnologie sviluppate, oggi anche Sudan potrebbe avere una prole".
Nel 2019 e nel 2020 sono stati fatti diversi tentativi per fecondare in vitro ovuli di Najin e di Fatu con lo sperma di Sudan, per poi impiantare i blastocisti in una femmina di rinoceronte bianco meridionale. Le due femmine di rinoceronte bianco settentrionale rimaste, infatti, non sono in grado di portare avanti una gravidanza, e per questo si è deciso di impiantare gli embrioni in "madri surrogate".